# Tegenaria cerrutii
Tegenaria cerrutii là một loài nhện trong họ Agelenidae.
Loài này thuộc chi Tegenaria. Tegenaria cerrutii được Carl Friedrich Roewer miêu tả năm 1960.